# Coelogyne cuprea
Coelogyne cuprea é uma espécie de orquídea epífita, família Orchidaceae, originária de Borneu e Sumatra. Apresenta duas variedades cuprea e planiscapa.